# Metabiantes minutus
Metabiantes minutus is een hooiwagen uit de familie Biantidae.